# Spoorlijn Unna - Hamm
De spoorlijn Unna - Hamm is een Duitse spoorlijn en is als spoorlijn 2932 onder beheer van DB Netze.

## Geschiedenis
Het traject werd door de Bergisch-Märkische Eisenbahn-Gesellschaft op 18 januari 1866 geopend.

## Treindiensten
De Deutsche Bahn verzorgt het personenvervoer op dit traject met ICE en RE treinen. De Eurobahn verzorgt het personenvervoer op dit traject met RE treinen.
| Serie       | Treinsoort                           | Route | Bijzonderheden                                                                                              |
| ----------- | ------------------------------------ | --- | --- |
| ICE 10      | InterCityExpress (DB Fernverkehr)    | Berlin Gesundbrunnen – Berlin Hbf – Berlin Spandau – Wolfsburg Hbf – Hannover Hbf – [ Bremen Hbf – Oldenburg (Oldb) Hbf ] / [ Bielefeld Hbf – Hamm (Westf) – [ Hagen Hbf – Wuppertal Hbf – Köln Hbf – Bonn Hbf – Koblenz Hbf ] / [ Dortmund Hbf – Bochum Hbf – Essen Hbf – Mülheim (Ruhr) Hbf – Duisburg Hbf – Düsseldorf Flughafen – Düsseldorf Hbf – Köln Messe/Deutz – Köln Hbf ]                    | Vanaf Hamm één treindeel naar Keulen en één naar Düsseldorf. Één trein per dag tussen Berlijn en Oldenburg. |
| 100 ICE 43  | Intercity-Express (NS International) | Amsterdam Centraal – Utrecht Centraal – Arnhem Centraal – Oberhausen Hbf – Duisburg Hbf – Düsseldorf Hbf ] / [ Hannover Hbf – Minden (Westf) – Herford – Bielefeld Hbf – Gütersloh Hbf – Hamm (Westf) – Hagen Hbf – Wuppertal Hbf ] – Köln Hbf – Siegburg/Bonn – Frankfurt (Main) Flughafen Fernbahnhof – Mannheim Hbf – Karlsruhe Hbf – Offenburg – Freiburg (Breisgau) Hbf – Basel Bad Bf – Basel SBB | Eén keer per dag tussen Amsterdam en Basel.                                                                 |
| RE 7        | Regional-Express (National Express)  | Rheine – Münster (Westf) Hbf – Hamm (Westf) – Hagen Hbf – Wuppertal Hbf – Solingen Hbf – Köln Hbf – Neuss Hbf – Krefeld Hbf | Rhein-Münsterland-Express                                                                                   |
| 20050 RE 13 | Regional-Express (Eurobahn)          | Venlo – Mönchengladbach Hbf – Neuss Hbf – Düsseldorf Hbf – Wuppertal Hbf – Hagen Hbf – Hamm (Westf) | Maas-Wupper-Express                                                                                         |

## Aansluitingen
In de volgende plaatsen is of was er een aansluiting op de volgende spoorlijnen:
Unna
DB 2103, spoorlijn tussen Dortmund en Soest
DB 2852, spoorlijn tussen Fröndenberg en Unna
DB 2933, spoorlijn tussen Unna en Kamen
aansluiting Autobahn
DB 2910, spoorlijn tussen aansluiting Autobahn en Hamm Rangierbahnhof
Hamm
DB 1700, spoorlijn tussen Hannover en Hamm
DB 2550, spoorlijn tussen Oberhausen-Osterfeld Süd en Hamm
DB 2650, spoorlijn tussen Keulen en Hamm
DB 2922, spoorlijn tussen Hamm Rangierbahnhof W190 en Hamm W926
DB 2923, spoorlijn tussen Hamm Rangierbahnhof W431 en Hamm W936
DB 2930, spoorlijn tussen Soest en Hamm
DB 2931, spoorlijn tussen Hamm en Emden
DB 2990, spoorlijn tussen Minden en Hamm

## Elektrische tractie
Het traject werd in 1970 geëlektrificeerd met een wisselspanning van 15.000 volt 16⅔ Hz.